# Obensburg

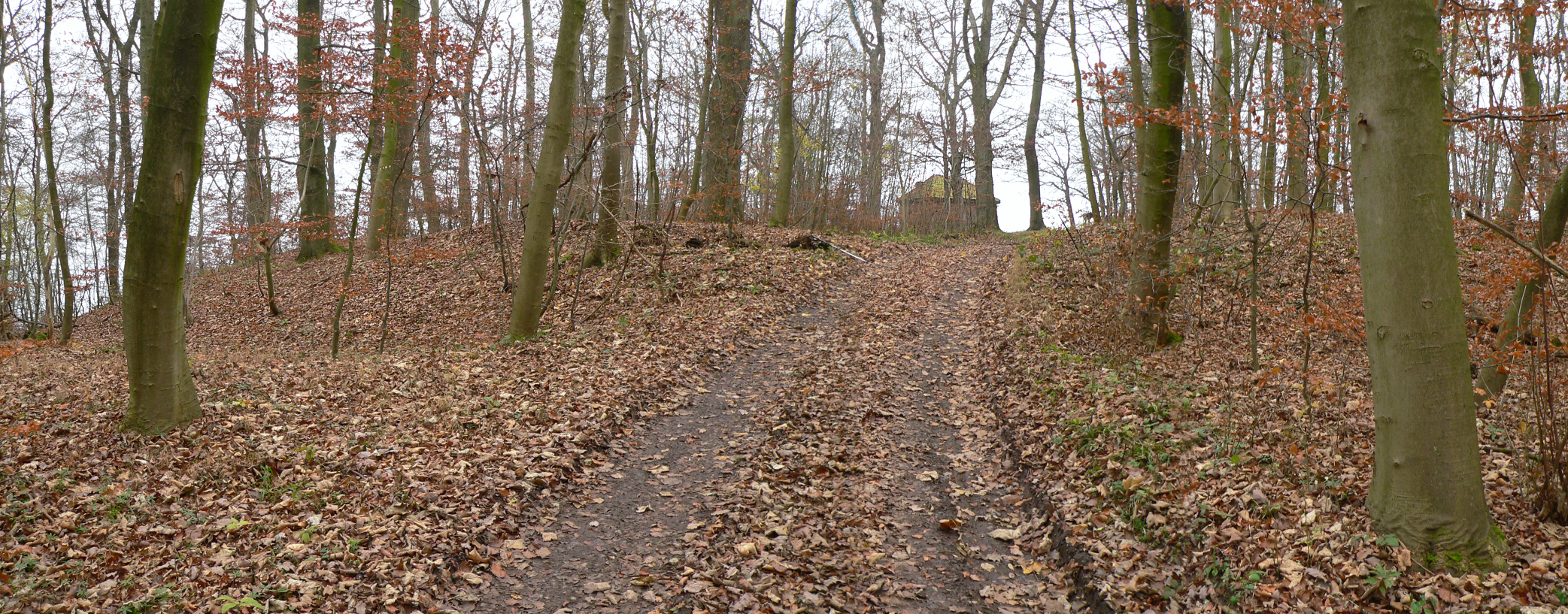
Wall der Obensburg, von Waldweg durchschnitten

Die Obensburg ist eine frühmittelalterliche Wallburg, die sich auf der gleichnamigen Erhebung des Höhenzugs Schecken bei Hameln in Niedersachsen befindet. Die vermutlich als Fliehburg errichtete Anlage wird der Zeit des 9. bis 11. Jahrhunderts zugeordnet. Als Erbauer und Nutzer kommen adlige Grundherren der Umgegend, möglicherweise die Ritter von Hastenbeck, infrage.

## Lage und Name

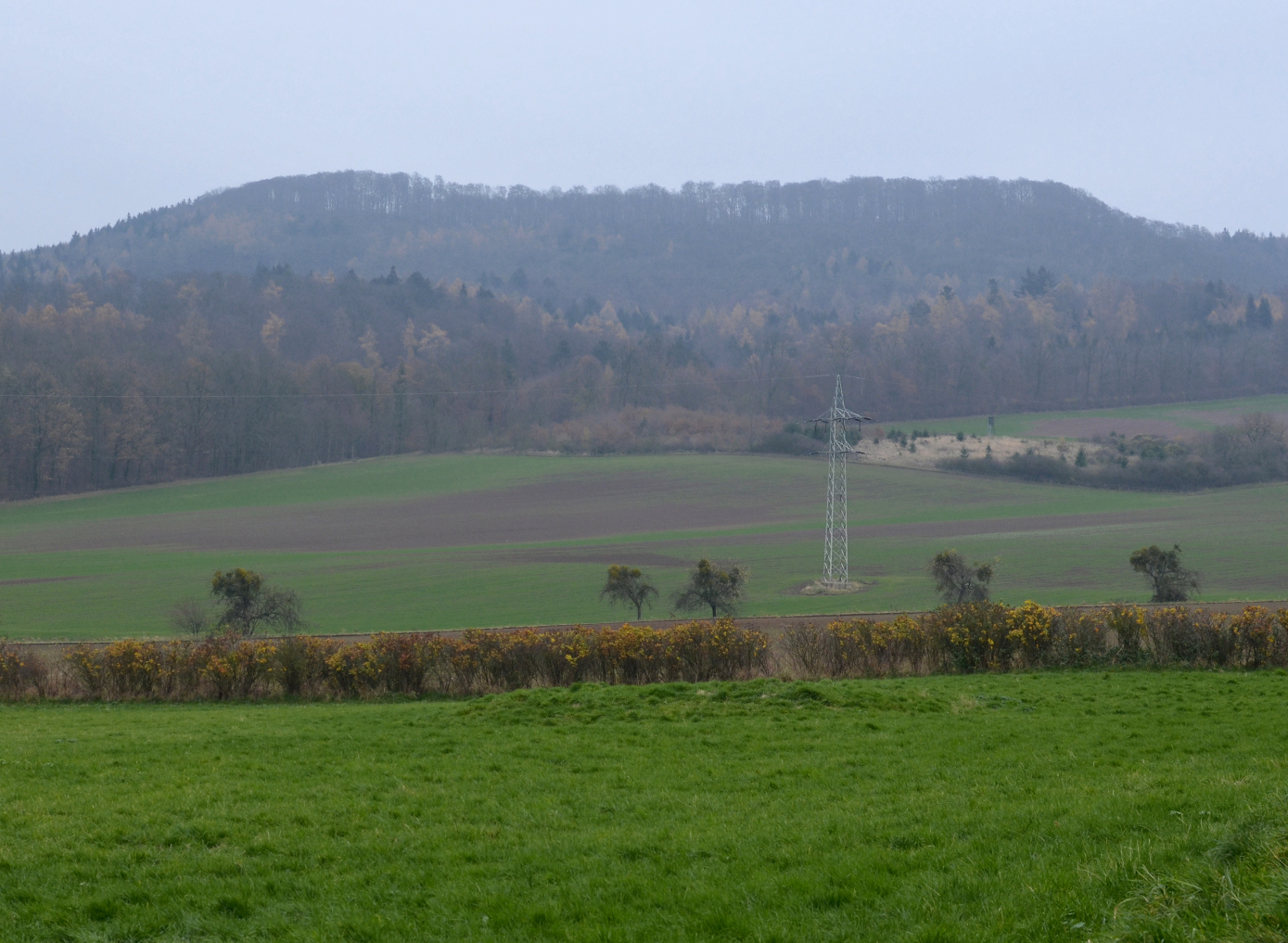
Erhebung der Obensburg, die Wallburg befindet sich auf der rechten Seite

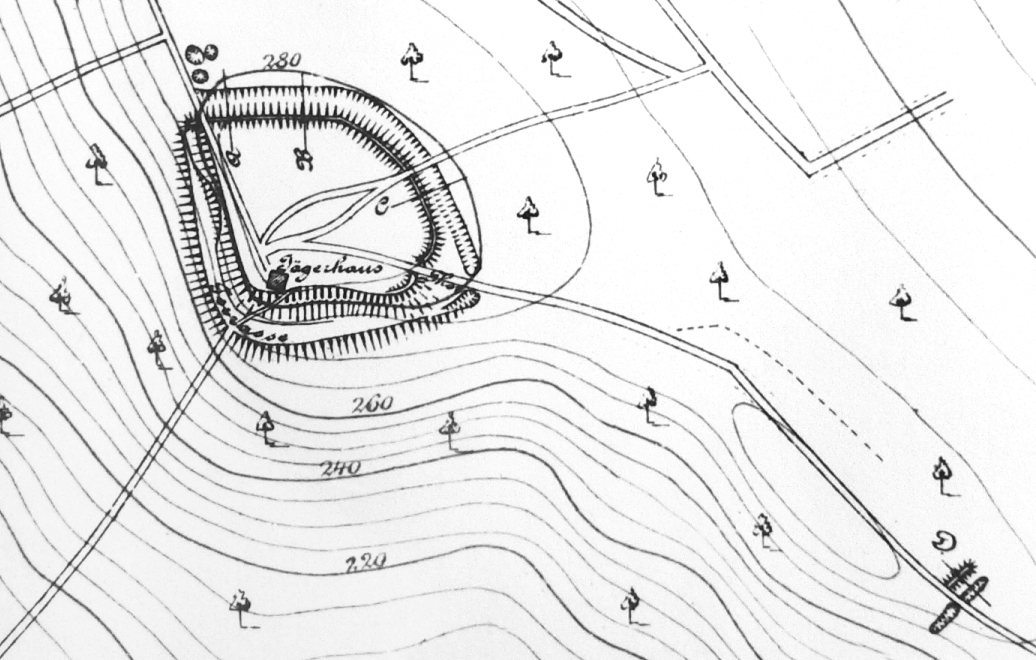
Lageskizze der Obensburg von Carl Schuchhardt Ende des 19. Jahrhunderts, rechts unten die Wegesperre

Die Wallburg befindet sich etwa 1,2 km östlich von Hastenbeck im bewaldeten Höhenzug Schecken, der südöstlich von Hameln liegt. Der Schecken erstreckt sich mit seinem Hauptkamm in Nord-Süd-Richtung und fällt nach Westen in Richtung auf die Orte Hastenbeck und Afferde steil zur Weserniederung ab. Die Wallburg ist an der höchsten Stelle der Erhebung Obensburg auf 286 m ü. NN direkt an der oberen Kante des Steilabhangs angelegt worden. Von der ebenfalls als frühmittelalterlich angesehenen Sassenburg ist sie etwa 500 Meter entfernt.
Neben der heutigen Bezeichnung als Obensburg sind auch andere Namen für die Anlage gebräuchlich gewesen, wie Ofensburg, Odinsburg, Hünstollen oder Hünenkule.

## Beschreibung
Bei der Obensburg handelt es sich um eine Befestigungsanlage von 80 × 70 Meter Ausdehnung und einer Fläche von fast 0,5 ha. Einen natürlichen Schutz boten die nach Süden und Südwesten abfallenden Steilabhänge. Sie sind von den Erbauern durch Schaffung einer 8 Meter tiefer liegenden Terrasse zusätzlich steiler gemacht worden. Die Nord- und Ostseite der Anlage wurden durch einen 5 Meter breiten Wall in Halbkreisform befestigt. Innerhalb des Walls befinden sich die Reste einer 1,35 Meter starken Mauer, deren Steine mit Kalkmörtel verbunden sind. Dem Wall ist ein 5–9 Meter breiter Graben vorgelagert, der bis zu einem Meter tief ist. Der Höhenunterschied zwischen Wallkrone und Grabensohle beträgt heute noch bis zu 2,5 Meter.
Der Zugang zur Obensburg erfolgte durch einen Tordurchlass im Wall, den der Prähistoriker Carl Schuchhardt um das Jahr 1900 als Zangentor interpretierte. Er vermaß die Anlage in dieser Zeit und nahm sie in den Atlas vorgeschichtlicher Befestigungen in Niedersachsen auf.
Etwa 200 Meter südöstlich der Anlage findet sich auf einem alten, zur Obensburg führenden Weg eine Wegsperre. Sie besteht aus einem 30 Meter langen bis zu 3,5 Meter tiefen Sohlgraben und einem fast 10 Meter langen und etwa einen Meter hohen Wallabschnitt.

## Geschichte

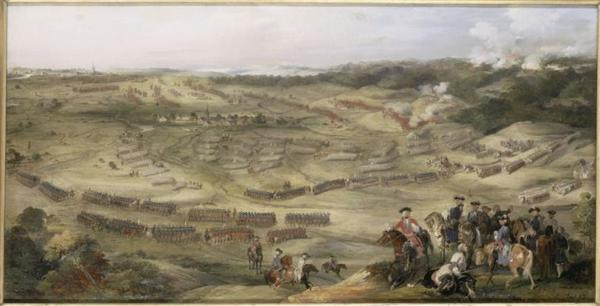
Gemälde der Schlacht bei Hastenbeck, rechts der Schecken

Innerhalb der Obensburg befindet sich ein um das Jahr 1800 errichteter Jagdpavillon der Familie von Hake mit klassizistischem Säulenvorbau, der zum Gut Diedersen gehört. Ausgrabungen sind auf der Wallburg bisher nicht erfolgt.

### Schlacht bei Hastenbeck
Während des Siebenjährigen Krieges fand westlich des Scheckens im Jahr 1757 die Schlacht bei Hastenbeck zwischen französischen Truppen und einer mit Preußen verbündeten alliierten Observationsarmee statt. Die Alliierten hatten auf der Obensburg drei Jägerkompanien stationiert. Als die französischen Truppen am 26. Juli 1757 vorrückten, nahmen sie die Obensburg ein und standen im Rücken der Alliierten, die sie von oben mit 18 Kanonen beschossen. Die Alliierten eroberten die Stellung unter den Obersten von Breidenbach und von Dachenhausen zurück, räumten sie jedoch bald darauf wieder.

## Deutung

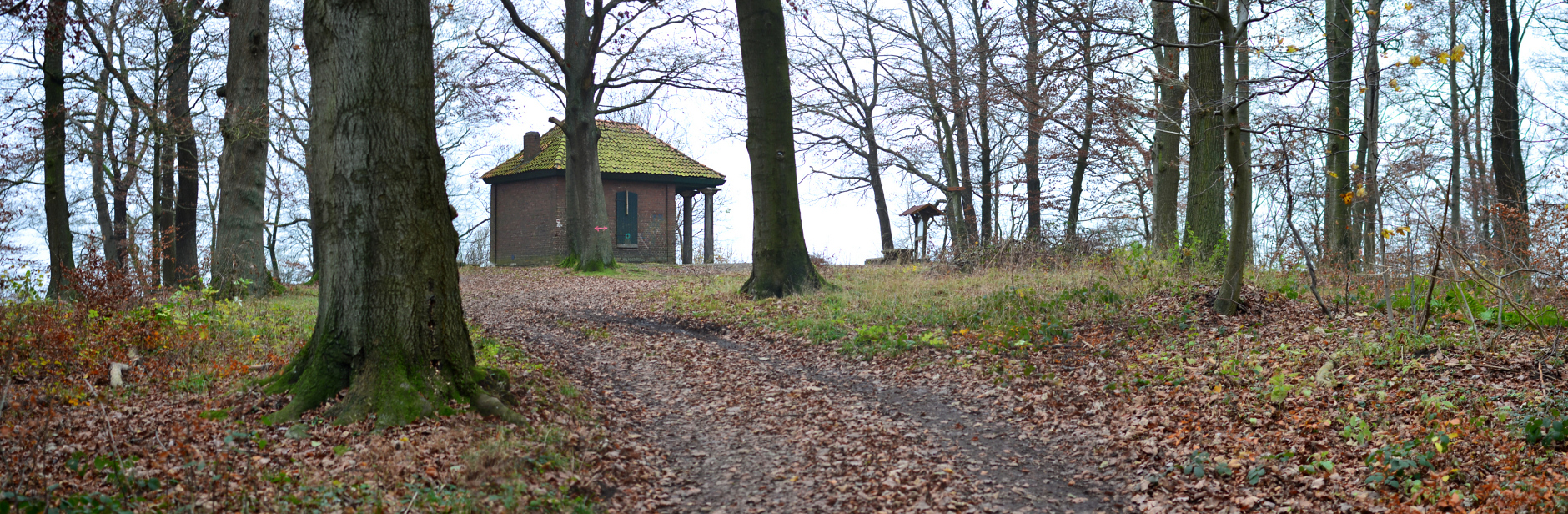
Innenraum der Wallburg mit Jagdpavillon

Die Erbauungs- und Nutzungszeit der Obensburg wird im 9. bis 11. Jahrhundert vermutet. Der Archäologe Konrad Weidemann sprach die Obensburg als Fliehburg einer Grundherrschaft aus der Umgegend an. Derartige Befestigungsanlagen, die nicht ständig bewohnt waren, bezog die Dorfbevölkerung bei Gefahr mit ihrem Besitz, darunter Vieh und Ernte. Laut Konrad Weidemann sei die Grundherrschaft im Mittelalter im Besitz der Grafen von Hallermund aufgegangen oder an den Adelshof in Hastenbeck gekommen. Dort saßen die Ritter von Hastenbeck, die im 13. und 14. Jahrhundert von den Eversteiner Grafen und ab 1408 von den welfischen Herzögen von Braunschweig-Lüneburg Lehen erhalten hatten. Die Obensburg lag inmitten des Herrschaftsbereichs der Ritter von Hastenbeck, die östlich und westlich des Scheckens über Besitz in Hastenbeck sowie Diedersen verfügten. Um das Jahr 1550 erlosch ihr Geschlecht.